# Sânandrei
Sânandrei (in ungherese Szentandrás, in tedesco Sanktandreas) è un comune della Romania di 5677 abitanti, ubicato nel distretto di Timiș, nella regione storica del Banato.
Il comune è formato dall'unione di 3 villaggi: Carani, Covaci, Sânandrei.

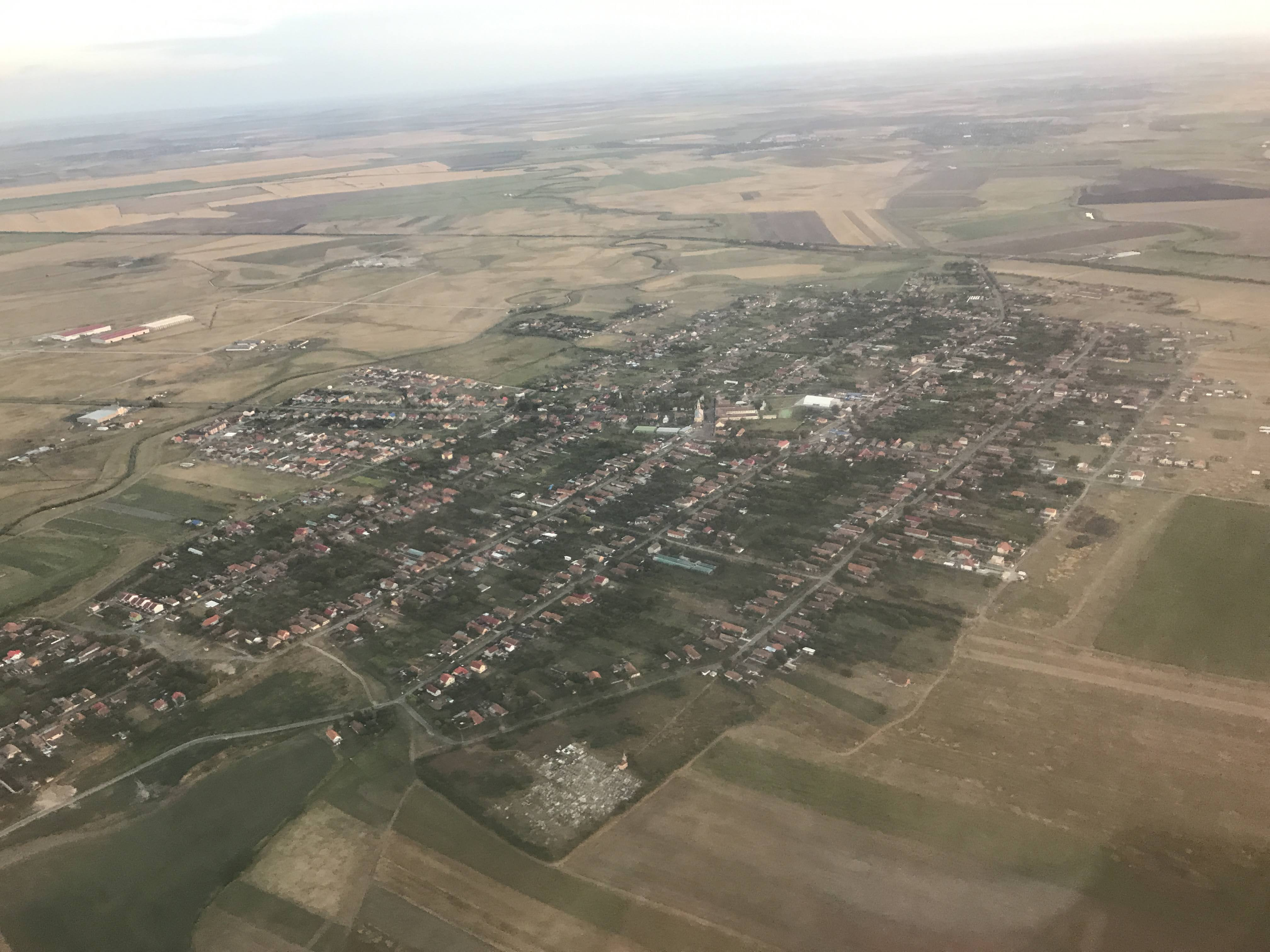
Sânandrei